# Fin Argus
Steffan Fin Argus, född 1 september 1998 i Des Plaines, Illinois, är en amerikansk skådespelare, musiker och fotomodell.

## Biografi
Argus kommer från Des Plaines, Illinois. Hen har en äldre syster, Sadie, och en yngre syster, Lacey. Hen gick på Maine West High School och studerade sedan vid Berklee College of Music i Boston.
Argus är gay och använder they/them som pronomen på engelska. Hen är genusqueer.

## Filmografi (urval)
- 2016–2017 – The Commute
- 2017 – The Gifted
- 2018−2019 – Total Eclipse
- 2018 – Summer '03
- 2020 – Agents of S.H.I.E.L.D.
- 2020 – Clouds
- 2022 – Stay Awake
- 2022 – Queer as Folk
- 2023 – The Other Two

## Diskografi
- 2016: Make Me Cry
- 2017: Lost at Sea
- 2022: Exposure